# Кінвонґі
Кінвонґі (пол. Kinwągi, нім. Kinnwangen) — село в Польщі, у гміні Семпополь Бартошицького повіту Вармінсько-Мазурського воєводства.
Населення — 75 осіб (2011).

## Демографія
Демографічна структура станом на 31 березня 2011 року:
|          | Загалом | Допрацездатний вік | Працездатний вік | Постпрацездатний вік |
| -------- | ------- | ------------------ | ---------------- | -------------------- |
| Чоловіки | 37      | 10                 | 24               | 3                    |
| Жінки    | 38      | 8                  | 19               | 11                   |
| Разом    | 75      | 18                 | 43               | 14                   |